# Amatissa monochroa
Amatissa monochroa is een vlinder uit de familie van de zakjesdragers (Psychidae). De wetenschappelijke naam van de soort is voor het eerst geldig gepubliceerd door Hampson.